# Советско-германская граница
Советско-германская граница — исчезнувшая де-факто государственная граница между Советским Союзом и нацистской Германией, возникшая в сентябре 1939 года по итогу советско-германского вторжения в Польшу и пятого раздела этой страны, и официально разграниченная на двустороннем уровне с привлечением советско-германской пограничной комиссии. Организационно-правовые аспекты создания советско-германской границы и пограничный режим были оговорены секретным протоколом к пакту Молотова — Риббентропа и сопутствующими нормативными актами. Частично изменена после подписания договора о сотрудничестве и границе между СССР и Германией. После нападения Германии на Советский Союз в июне 1941 года советско-германская государственная граница сменилась советско-германским фронтом Второй мировой войны.

## История

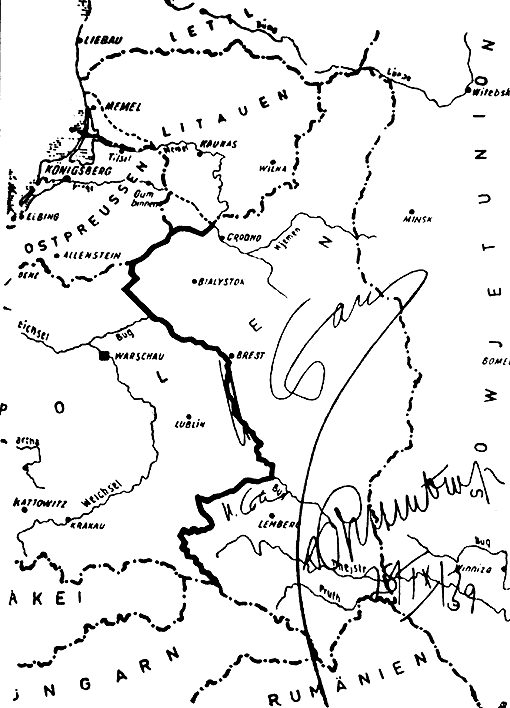
Карта с линией границы и подписями
И. В. Сталина и И. фон Риббентропа

20 октября 1939 года была создана Центральная смешанная советско-германская комиссия по демаркации границы между СССР и Германией с постоянным местом пребывания в Москве, имевшая шесть подкомиссий для проведения границы на местности. 9 января 1940 года центральная комиссия закончила свою работу, единственным нерешённым вопросом остался вопрос об уступке Германии небольшого участка территории в Остроленке, где переданные Германии польские казармы слишком близко примыкали к границе.

## Нормативная база
28 сентября 1939 года был заключён договор о дружбе и границе между СССР и Германией. 23 декабря в Москве было подписано соглашение между НКПС СССР и Министерством путей сообщения Германии об установлении грузового железнодорожного сообщения через восемь пунктов советско-германской границы.
28 декабря 1939 года было сообщено о подписании в Москве соглашения между Главным управлением Гражданского воздушного флота СССР и германским акционерным обществом «Люфтганза» об установлении регулярного воздушного сообщения между СССР и Германией, предусматривающего ежедневные полеты на линии Москва — Минск — Белосток — Кёнигсберг — Данциг — Берлин с 21 января 1940 года.

## Инциденты
Посол Германии в СССР Вернер фон Шуленбург обращался в МИД СССР с жалобой о пограничных инцидентах, которые имели место, по мнению Шуленбурга, в результате «нервозности», проявляемой советскими пограничниками. Шуленбург просил дать указания пограничным частям о принятии мер к предупреждению таких инцидентов. Также, Шуленбург просил дать указание советским военным властям не бомбардировать с воздуха принадлежащие Германии предприятия германских концернов в Польше, которые до этого неоднократно подвергались советским воздушным бомбардировкам.

## Отображение в искусстве

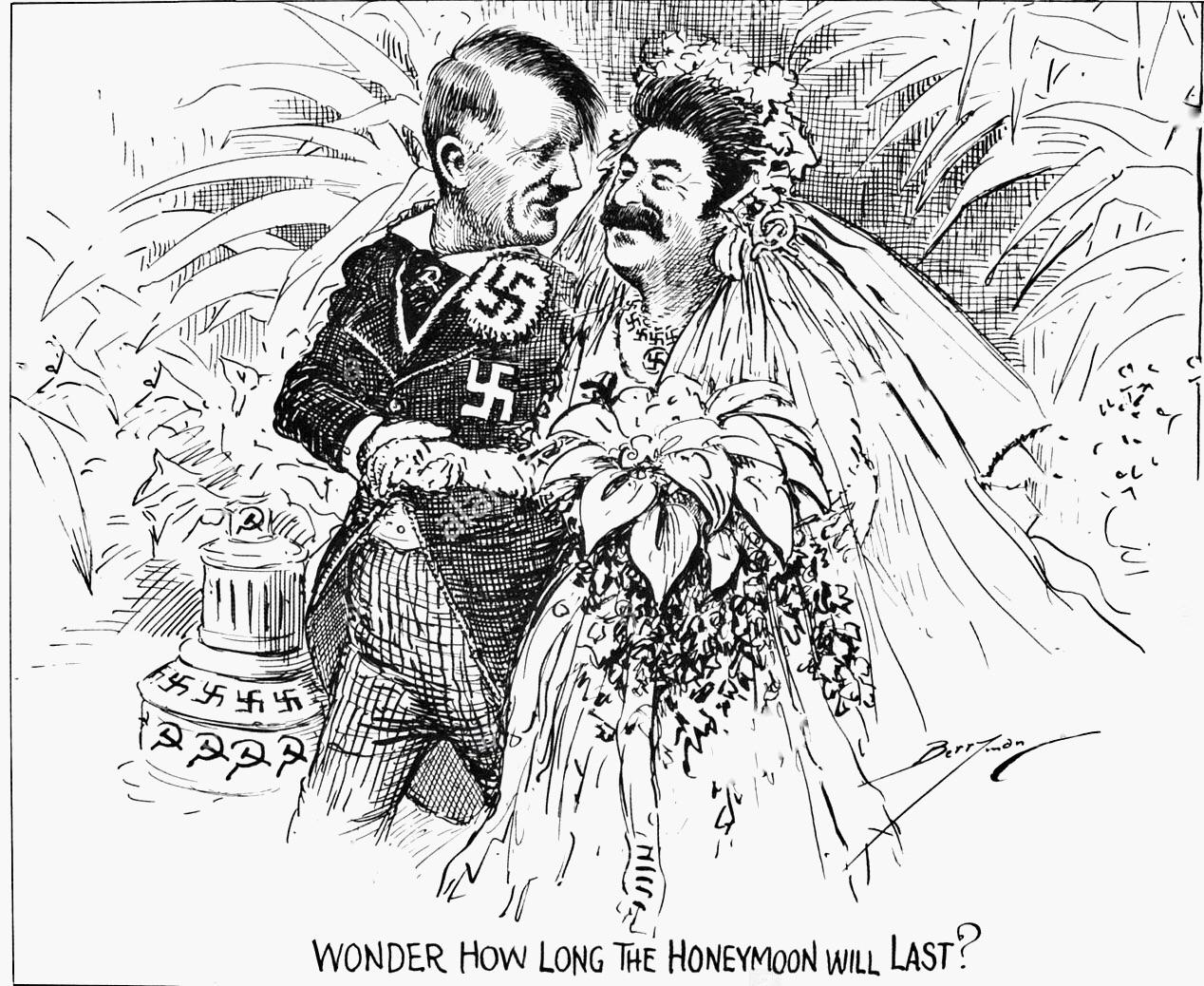
«Интересно, сколько продлится медовый месяц?». Клиффорд Берримен. («The Washington Star», октябрь 1939)
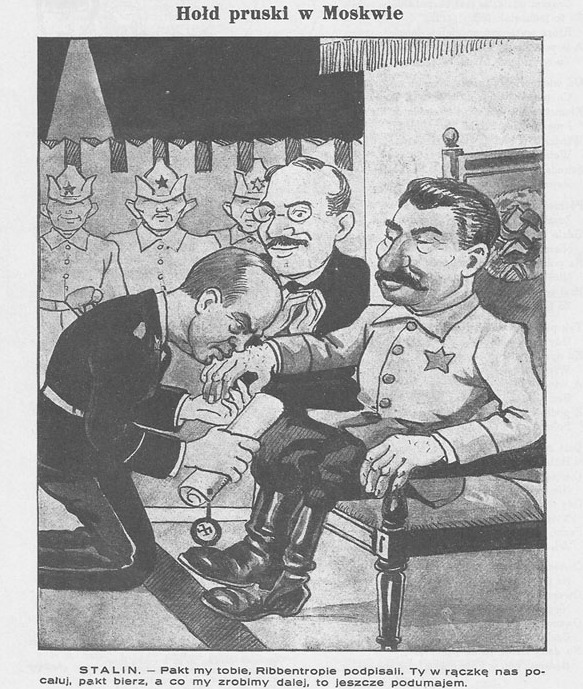
«Прусский вассалитет в Москве». Карикатура из польской газеты «Муха», 8 сентября 1939. Подпись: «Пакт мы тебе, Риббентроп, подписали. Ты ручку нам поцелуй, пакт возьми, а что мы будем дальше делать — это мы ещё подумаем»
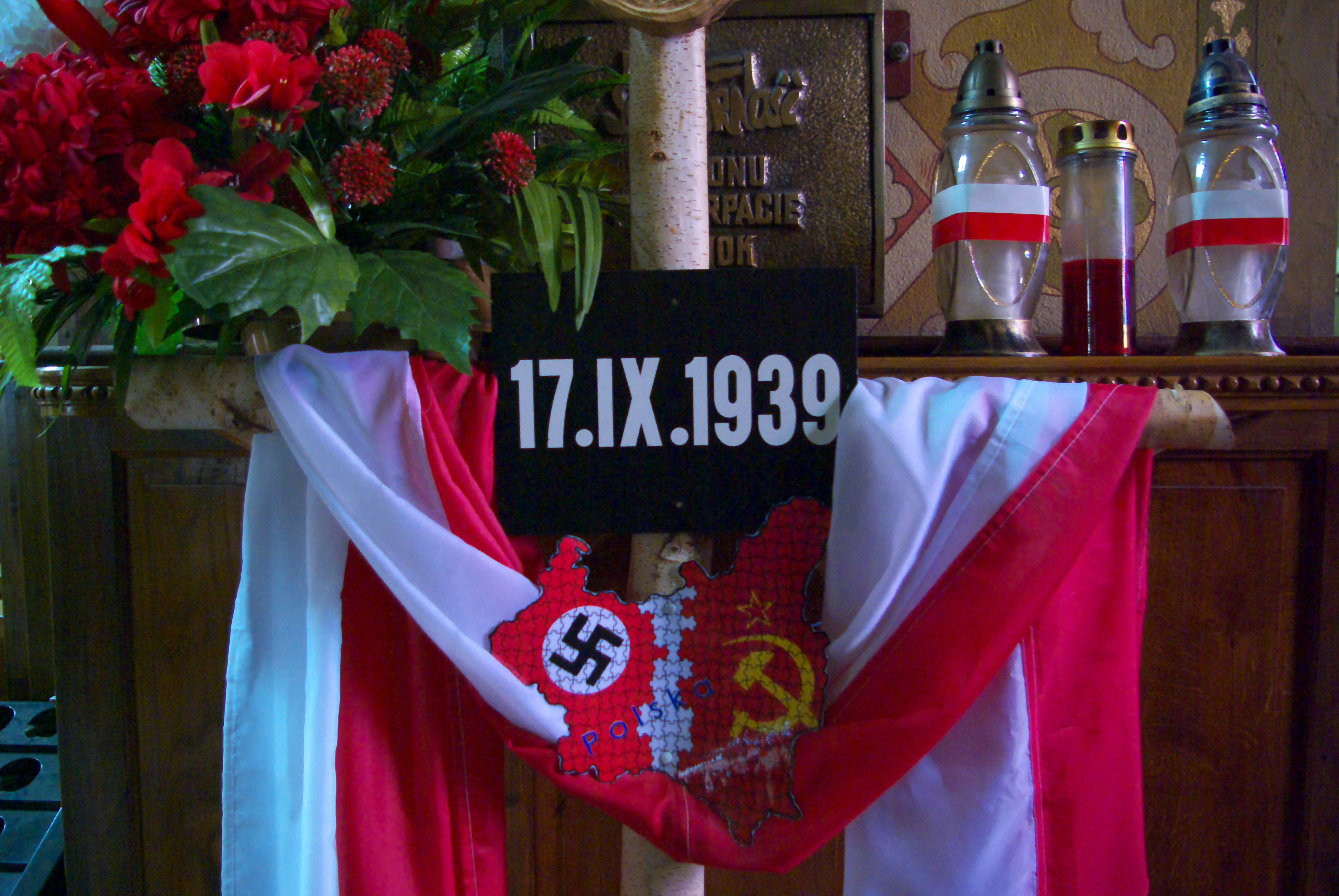
Мемориал на тему советско-германского раздела Польши в 1939